# Barringtonia augusta
Barringtonia augusta är en tvåhjärtbladig växtart som beskrevs av Wilhelm Sulpiz Kurz. Barringtonia augusta ingår i släktet Barringtonia och familjen Lecythidaceae. Inga underarter finns listade i Catalogue of Life.